# Sorbus chamaemespilus
Sorbus chamaemespilus,  es un arbusto perteneciente a la familia de las rosáceas.

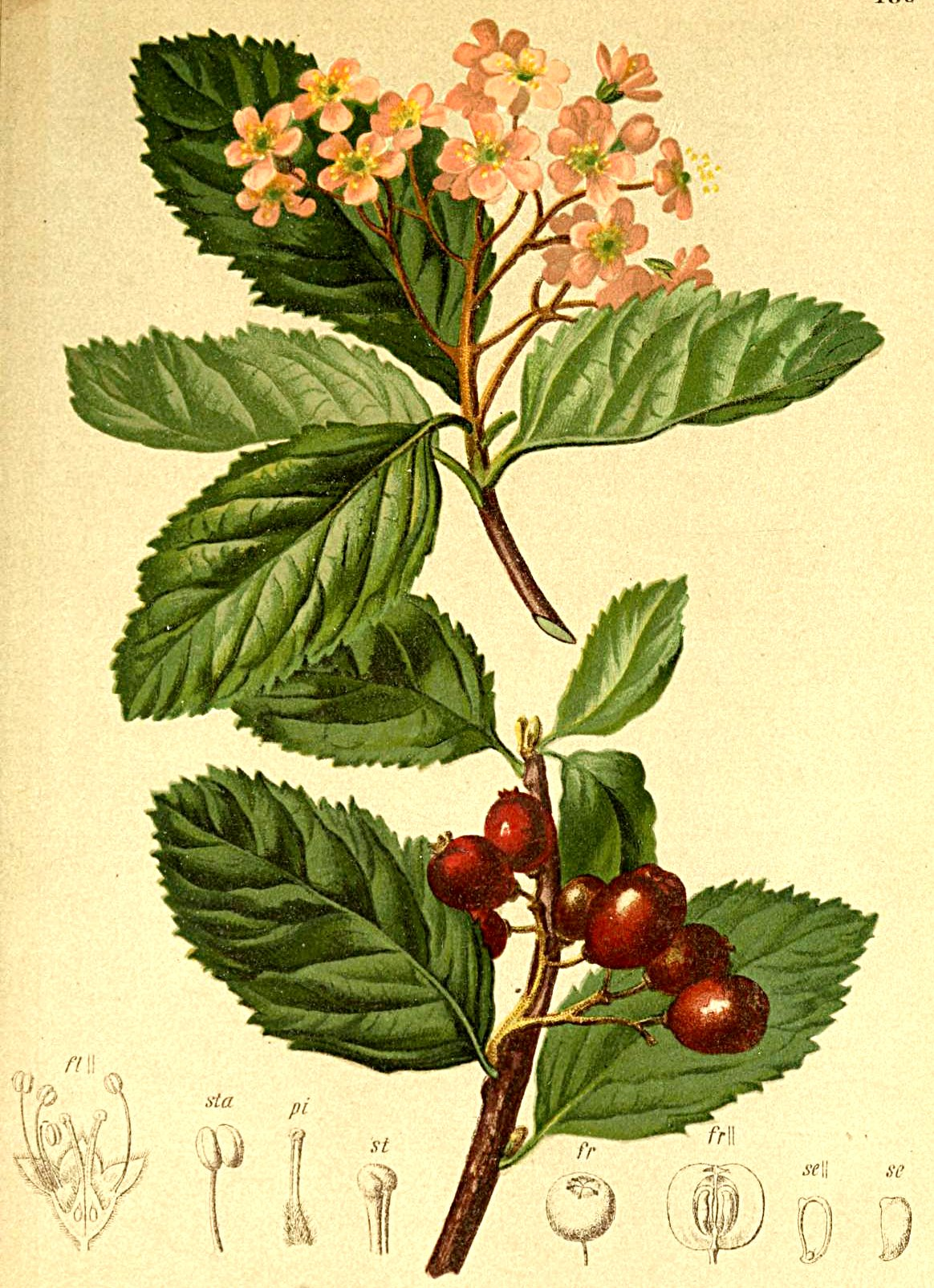
Ilustración

## Descripción
Es un arbusto que alcanza un tamaño  de hasta 1 m de altura, de tallos ascendentes, a veces decumbentes. Ramas jóvenes pelosas, con lenticelas abundantes; corteza lisa, gris; yemas 5-11 mm, cónico-ovoides, agudas, con 3-5 escamas ciliadas, glabras, no viscosas. Hojas 4-9 × 1,5-5 cm, simples, ovales –razón anchura/longitud = 0,5-0,6–, serruladas, coriáceas, glabras –con algunas glándulas dispersas en los nervios del haz–; pecíolo 2-6 mm; estípulas c. 8 × 0,5-0,6 mm, linear-lanceoladas, con algún diente lateral, glabras. Inflorescencia corimbiforme, con las ramas densamente pelosas en la floración y en la fructificación. Receptáculo de 2 mm, tomentoso. Sépalos 2,5-3 × c. 1,8 mm, sin dientes laterales, glabros en la cara externa, tomentosos en la interna. Pétalos 4,5-5,5 × 2,3-2,5 mm, erectos, unguiculados, glabros o casi, rojos, de limbo estrechamente obovado y con frecuencia crenulado. Estambres c. 20; filamentos 2-4 mm, lineares, glabros; anteras 0,4- 0,6 mm, de color crema. Carpelos 2-3, soldados en toda su longitud; estilos 2-3, de c. 2 mm, libres, con la base pelosa, persistentes. Pomo 9-14 × 9-14 mm, subgloboso, rojo, con 10-50 lenticelas de c. 0,5 mm; epidermis unistrata; carne heterogénea, con isletas de células taníferas, que se ven a simple vista, y escasas esclereidas; corazón claramente diferenciado, con numerosas esclereidas –de hasta 140 μm de diámetro, con paredes de  30 μm–, sin cavidad central. Semillas 1-2, de 5-7 × 3-4,5 mm, de sección ovada u ovado-depresa, lisas, brillantes, de color anaranjado. Tiene un número de cromosomas de 2n = 34*, 51*, 68.

## Distribución y hábitat
Se encuentra en abetales, pinares de pino negro, matorrales de enebros y rododendros; en todo tipo de substratos; a una altitud de 1550-2250 metros, en las montañas del centro y sur de Europa: Pirineos, Macizo Central Francés, Alpes, Apeninos, Sudetes, Cárpatos y Balcanes.

## Taxonomía
Sorbus chamaemespilus fue descrita por (Carolus Linnaeus) Crantz y publicado en Stirpium Austriarum Fasciculus 2: 40. 1769.
Sinonimia
- Pyrus chamaemespilus L[4]
- Amelanchier chamaemespilus (L.) Mutel
- Aria chamaemespilus (L.) Host
- Aronia chamaemespilus (L.) Pers.
- Azarolus chamaemespilus (L.) Borkh.
- Chamaemespilus alpina' (Mill.) K.R. Robertson & J.B. Phipps
- Chamaemespilus humilis Lam. ex M. Roem.
- Crataegus chamaemespilus (L.) Jacq.
- Crataegus humilis Lam.
- Hahnia chamaemespilus (L.) Medik.
- Lazarolus chamaemespilus (L.) Borkh.
- Mespilus chamaemespilus L.
- Pyrenia chamaemespilus (L.) Clairv.
- Sorbus purpurea Dulac[5]

## Nombre común
- Castellano: níspero falso, serbal enano.[5]